# Station Navigation Road
Navigation Road is een spoorwegstation van National Rail in Broadheath, Trafford in Engeland. Het station is eigendom van Network Rail en wordt beheerd door Northern Rail en Manchester Metrolink. 